# Partit Comunista de Grècia
El Partit Comunista de Grècia (en grec: Κομμουνιστικό Κόμμα Ελλάδας, KKE) és un partit polític grec d'ideologia comunista fundat el 1918 com a Partit Socialista Obrer de Grècia (SEKE) i va adoptar el seu nom actual el novembre de 1924.
És el partit polític més antic de la política grega moderna. Prohibit l'any 1936, va tenir un paper preponderant en la resistència grega i la guerra civil. La legalització del KKE va ser restaurada després de la caiguda de la junta militar. Des de llavors, ha obtingut diputats en totes les eleccions des de la seva restauració el 1974, i va participar en un govern de coalició el 1989 quan va obtenir més del 13% dels vots mitjançant la coalició Synaspismos.
Partit impulsor i membre de la Iniciativa de Partits Comunistes i Obrers.

## Història

### Fundació i primers anys
El KKE va ser fundat el 4 de novembre de 1918 per Aristos Arvanitis, Demosthenes Ligdopoulos, Stamatis Kokkinos, Michael Sideris, Nikos Dimitratos i d'altres dirigents. Després del seu Segon Congrés, el SEKE decidí unir-se a la Tercera Internacional i es transformà en el Partit Socialista Obrer de Grècia-Comunista (SEKE-K). Després del Tercer Congrés extraordinari de 1924, el SEKE-K esdevindrà finalment en el Partit Comunista de Grècia (KKE) i adoptarà el marxisme-leninisme i el centralisme democràtic.
El KKE es va oposar fermament a la implicació de Grècia en la guerra greco-turca de 1919-1922, que considerava un esquema imperialista per controlar el mercat d'Àsia Menor donada la nova situació política després de l'enfonsament de l'Imperi Otomà. Els membres del KKE van propagar aquesta posició tant al front —que va provocar acusacions de traïció per part del govern grec— com al continent. El KKE va col·laborar amb l'ambaixador soviètic per persuadir l'administració d'Elevthérios Venizelos de retirar les seves tropes i per persuadir la pròpia URSS d'exercir pressió política sobre Mustafa Atatürk per permetre l'autonomia de les ciutats gregues a l'Àsia Menor.
El KKE va tenir un paper destacat en vagues, manifestacions contra la guerra, fundació de sindicats i associacions de treballadors. El KKE i altres forces polítiques d'esquerres van fomentar la creació de sindicats en tots els sectors, inclosa la Confederació General de Treballadors Grecs (ΓΣΕΕ).
Davant el posicionament del Partit i l'augment de la seva influència, l'any 1929 el govern liberal grec aprova la Llei 4229 ("referent a mesures de seguretat per a l'establiment social i protecció de la llibertat") anomenada habitualment Idionymon, utilitzada des de llavors per processar militants i d'altres membres de l'esquerra grega.
Als anys trenta, el Partit va impulsar el suport a l'organització de les Brigades Internacionals per donar suport a la República espanyola, uns 440 grecs es van unir a les seves files, especialment brigades com la XV Brigada Internacional i el Batalló Dimitrov, molts dels quals eren membres del KKE.
Finalment, el 1936 el KKE és il·legalitzat pel règim dictatorial de Metaxas i brutalment perseguit pel seu cap de seguretat, Konstantinos Maniadakis. Molts membres del KKE van ser empresonats o exiliats a les illes aïllades de l'Egeu.

### Període de Clandestinitat i Resistència
A principis dels anys 40, el KKE gairebé s'havia ensorrat després que la dictadura de Metaxas hagués empresonat molts dels seus líders i membres. A l'octubre, la meitat dels dos mil militants del partit estaven a la presó o a l'exili. La Policia de Seguretat va tenir èxit en el desmantellament de l'estructura del partit; no només havia empresonat la direcció, sinó que va crear una sèrie falsa de Rizospastis, el diari del Comitè Central. Això va generar confusió entre els membres clandestins restants dispersos.
El 6 d'abril de 1941 es va iniciar la invasió alemanya i Atenes va ser ocupada el 27 d'abril després d'una rendició incondicional de les forces gregues pel general Georgios Tsolakoglou, que després va ser nomenat primer ministre pels nazis. El govern d'ocupació va lliurar als alemanys a militants empresonats del KKE per por a que pugessin organitzar actes de sabotatge a la rereguarda, així com en resposta a les accions dels partisans. Aproximadament 200 comunistes, lliurats als alemanys el 1941, van ser executats al camp de tir de Kaisariani l'1 de maig de 1944.
Encara que el KKE patia una manca de lideratge des que el seu líder Nikos Zachariades havia estat portat pels alemanys al camp de concentració de Dachau, els seus membres van aconseguir mantenir la comunicació entre ells. La 6a Reunió del Comitè Central del KKE es va celebrar a Atenes de l'1 al 3 de juliol de 1941, que va decidir l'estratègia per a una lluita armada d'alliberament contra els invasors, establint ràpidament l'organització Eleftheri (Llibertat), juntament amb altres forces polítiques. Aquestes petites unitats partisanes van fer volar ponts, van atacar estacions de policia i finalment es van organitzar en unitats de combat més grans de més de 300 homes cadascuna.
Finalment, el 27 de setembre de 1941, els comunistes grecs juntament amb altres cinc partits d'esquerres van formar el Front d'Alliberament Nacional (EAM), i el 16 de febrer de 1942 es va fundar el vinculat Exèrcit Popular d'Alliberament Grec (ELAS). Al 1943 l'ELAS estava format per 50.000 membres, homes i dones, amb 30.000 com a unitats de reserva a les principals ciutats. El KKE va tenir un paper destacat en l'organització. Al final de la guerra, uns 200.000 ciutadans grecs, tant treballadors com camperols, s'havien unit a les files del KKE.

### Guerra Civil grega
Després de l'alliberament de Grècia de les forces alemanyes nazis, el govern d'Unitat Nacional, dirigit per Geórgios Papandreu, va desembarcar a Atenes l'octubre de 1944, tot i que el control efectiu del territori el tenia el KKE a través de l'ELAS i l'EAM, qüestió que preocupava als britànics i nord-americans en la nova situació geopolítica després de la guerra. La tensió va anar augmentant, el Partit va assenyalar la interferència del general britànic Ronald MacKenzie, i es va negar a desarmar l'ELAS, posteriorment sis ministres de l'EAM dins del govern d'unitat van dimitir dels seus càrrecs. El 3 de desembre de 1944, la policia grega, coberta per les tropes britàniques, obre foc contra una gran manifestació organitzada per l'EAM a Atenes, més de 28 persones van morir i 148 van resultar ferides. Aquest incident va suposar l'inici de l'anomenada Batalla d'Atenes (Dekemvriana), que va durar 37 dies, fins a la derrota de les forces de l'EAM, que van ser desarmades en l'Acord de Varkiza. Els grups de dreta, inclosos elements que havien col·laborat amb els alemanys, van aprofitar aquesta oportunitat per perseguir, juntament amb les forces britàniques i del govern, molts membres del Partit.
Mesos després d'aquests esdeveniments, a mitjans de 1946, i forçats per les bases del Partit que no acceptaven més repressió i obviar el conflicte obert, es forma l'Exèrcit Democràtic de Grècia (DSE), que ràpidament es nodreix de les anteriors unitats de l'ELAS, recuperant milers de voluntaris per tot el territori i reactivant el conflicte armat. El govern grec, davant el descontrol de la situació, va demanar ajuda a l'Imperi Britànic i als Estats Units, que van aplicar l'anomenada Doctrina Truman. El desembre de 1947, el KKE i els seus aliats van formar el Govern Democràtic Provisional ("Govern de Muntanya") sota el primer ministre de Markos Vafiadis, mentre el Partit era declarat, de nou, il·legal.
Al 1949, després de l'anomenada Operació Pyrsos, el desgast de l'Exèrcit Democràtic era total, i malgrat van intentar una darrera ofensiva, van haver de refugiar-se a Albània, que, amenaçada d'una guerra amb Grècia, va haver de desarmar als guerrillers. Finalment el Secretari General del KKE va anunciar el 16 d'octubre, un "alto el foc temporal per evitar l'aniquilació completa de Grècia", el qual va marcar la fi de la Guerra.

### Època de postguerra

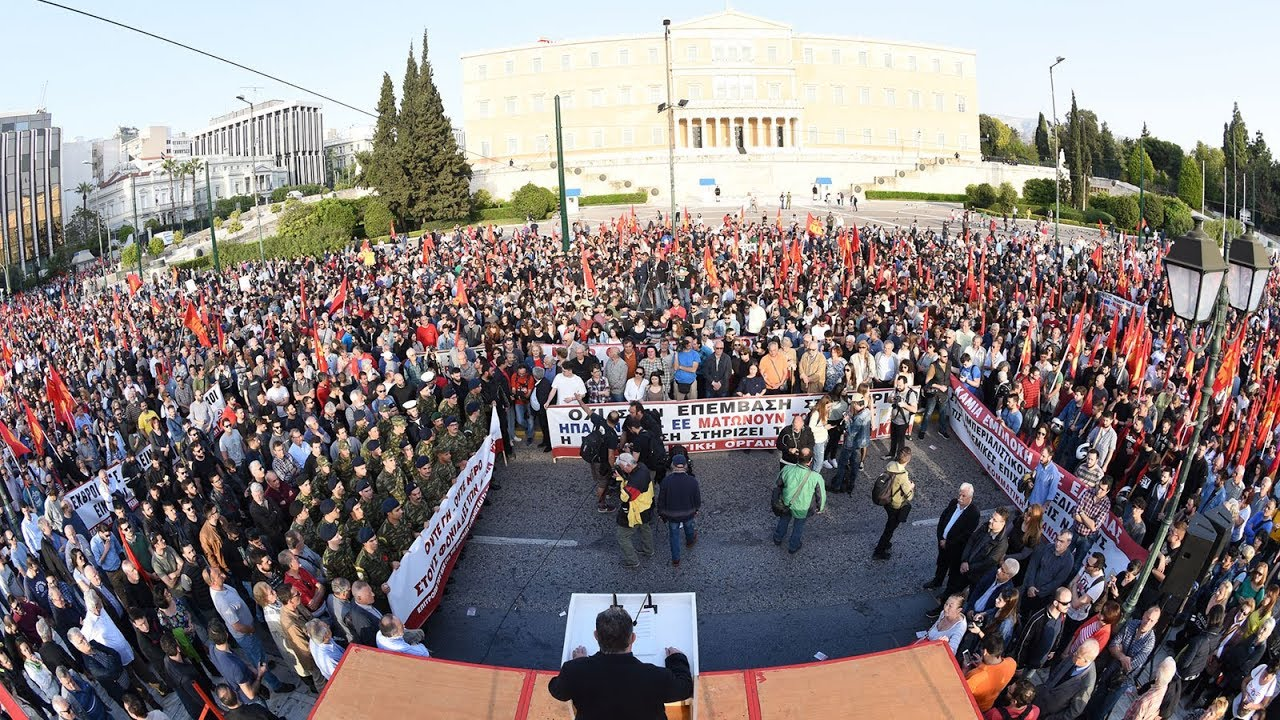
Protestes del KKE contra els bombardejos a Siria el 2018

Una vegada més, els membres del KKE van haver de patir una forta repressió i actuar en clandestinitat. Membres destacats del KKE van ser jutjats i executats, incloent Nikos Beloyannis el 1952 i Nikos Ploumpidis el 1954. L'execució de Ploumpidis va ser l'última execució d'aquest tipus per part dels governs posteriors a la Guerra Civil. La por a una reacció generalitzada dels ciutadans d'esquerres va frenar noves execucions i finalment va provocar l'alliberament gradual de la majoria dels presos polítics. El 1955 hi havia 4.498 presos i 898 exiliats mentre que el 1962 hi havia 1.359 presos i 296 exiliats. No obstant això, sota les regles anticomunistes vigents, els comunistes i simpatitzants del KKE van ser prohibits del sector públic i van viure sota un sistema de vigilància anticomunista repressiu. Aquesta discriminació contra els comunistes es va alleujar parcialment amb la legalització del KKE el 1974 i la discriminació no va acabar fins als anys vuitanta.
Durant aquest període d'il·legalitat, el KKE va donar suport a l'Esquerra Democràtica Unida (EDA). Va funcionar com l'expressió política legal del KKE il·legal. No era obertament comunista i va atreure votants moderats que van arribar als 70.000 membres a principis dels anys 60. A més, EDA tenia una branca juvenil molt activa. Els historiadors han argumentat que les dues parts van operar per camins paral·lels, cosa que va contribuir a la divisió de 1968.

### El KKE durant la dictadura dels coronels
El 21 d'abril de 1967, un grup de coronels de l'exèrcit grec liderat per Georgios Papadopoulos va dur a terme amb èxit un cop d'estat amb el pretext d'una "amenaça comunista" imminent, establint el que es coneixia com el Règim dels Coronels. Tots els partits polítics, inclosa l'EDA, es van dissoldre i es van suprimir les llibertats civils per a tots els ciutadans grecs. Una vegada més, els membres del KKE van ser perseguits juntament amb altres opositors a la junta.
Poc després, al 1968 i fruit de la Primavera de Praga i d'altres esdeveniments recents, va esclatar la crisi interna del Partit, formant-se dos faccions separades: el KKE que mantenia relacions amb la Unió Soviètica i un marxisme ortodox, i el KKE Interior ("ΚΚΕ εσωτερικού"), que apostava per un model eurocomunista.
Malgrat les dificultats derivades de l'escissió, el KKE va continuar la seva oposició a la Junta grega durant els sis anys següents. La seva lluita política contra el règim va prendre la forma de interrupcions laborals i vagues i petites manifestacions arreu del país. El seu poder anava augmentant dins de les Universitats on la recentment fundada Joventut Comunista de Grècia (KNE) va començar a treballar clandestinament. Les forces clandestines del KKE van continuar treballant estretament amb altres grups polítics del centre i l'esquerra a Grècia i a l'estranger. A moltes capitals europees es van fundar comitès anti-Junta per donar suport a la lluita a Grècia.

### Legalització

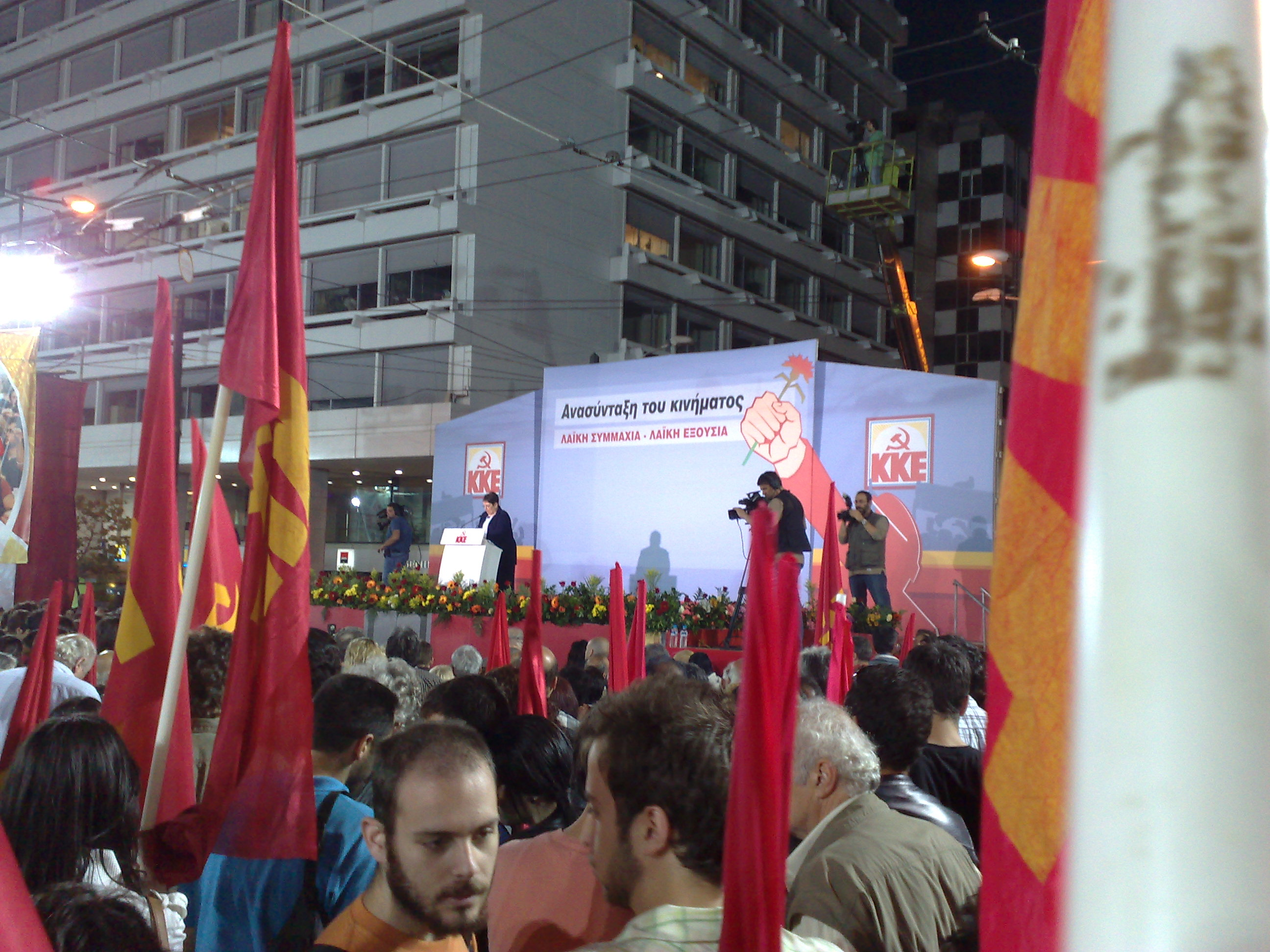
Míting del Partit el 2008

Després de la restauració de la democràcia parlamentària el 1974, Constantine Karamanlis va legalitzar el KKE amb l'esperança de recuperar "una part vital de la memòria nacional". A les eleccions de 1974, el KKE va participar amb el KKE Interior i l'EDA sota el nom d'Esquerra Unida, rebent el 9,36 per cent dels vots. A les eleccions de 1977 a 1989, el KKE va participar pel seu compte.
L'any 1988, el KKE va participar en la formació de la coalició Synaspismos, que al seu torn va formar govern amb Nova Democràcia per formar un govern de curta durada enmig d'un espectre polític sacsejat per les acusacions d'escàndols econòmics contra l'anterior administració del PASOK. Però al novembre de 1991 el Partit es retira de la coalició, decisió que ha mantingut en posteriors aliances àmplies com Syriza.

### Actualitat
En els darrers anys el KKE ha participat de mobilitzacions com les fortes Protestes de Grècia de 2010-2012, donant suport a la lluita sindical del Front Militant de Tots els Treballadors (PAME), i promovent la coordinació comunista internacional mitjançant la creació de la Iniciativa de Partits Comunistes i Obrers, la Revista Comunista Internacional, o la Trobada Internacional de Partits Comunistes i Obrers. A nivell electoral s'ha mantingut entorn del 4-7% dels vots i una vintena de diputats al Parlament grec.

## Resultats electorals del partit

### Parlament grec
| Any       | Líder              | Vots                   | %                      | Escons   | +/- | Pos.     |
| --------- | ------------------ | ---------------------- | ---------------------- | -------- | --- | -------- |
| 1974      | Charilaos Florakis | Dins d'Esquerra Unida. | Dins d'Esquerra Unida. | 8 / 300  | 14  | Oposició |
| 1977      | Charilaos Florakis | 480.272                | 9,4%                   | 11 / 300 | 3   | Oposició |
| 1981      | Charilaos Florakis | 620.302                | 10,9%                  | 13 / 300 | 2   | Oposició |
| 1985      | Charilaos Florakis | 629.525                | 9,9%                   | 12 / 300 | 1   | Oposició |
| 1989 (I)  | Charilaos Florakis | Dins de Sinaspismós    | Dins de Sinaspismós    | 28 / 300 | 16  | Coalició |
| 1989 (II) | Grigoris Farakos   | Dins de Sinaspismós    | Dins de Sinaspismós    | 21 / 300 | 7   | Coalició |
| 1990      | Grigoris Farakos   | Dins de Sinaspismós    | Dins de Sinaspismós    | 19 / 300 | 2   | Oposició |
| 1993      | Aleka Papariga     | 313.087                | 4,5%                   | 9 / 300  | 10  | Oposició |
| 1996      | Aleka Papariga     | 380.167                | 5,61%                  | 11 / 300 | 2   | Oposició |
| 2000      | Aleka Papariga     | 379.517                | 5,53%                  | 11 / 300 | =   | Oposició |
| 2004      | Aleka Papariga     | 436.573                | 5,9%                   | 12 / 300 | 1   | Oposició |
| 2007      | Aleka Papariga     | 583.654                | 8,15%                  | 22 / 300 | 10  | Oposició |
| 2009      | Aleka Papariga     | 517.154                | 7,54%                  | 21 / 300 | 1   | Oposició |
| 2012 (I)  | Aleka Papariga     | 536.072                | 8,48%                  | 26 / 300 | 5   | Oposició |
| 2012 (II) | Aleka Papariga     | 277.179                | 4,5%                   | 12 / 300 | 14  | Oposició |
| 2015 (I)  | Dimitris Kutsumbas | 338.055                | 5,47%                  | 15 / 300 | 3   | Oposició |
| 2015 (II) | Dimitris Kutsumbas | 301.632                | 5,55%                  | 15 / 300 | =   | Oposició |
| 2019      | Dimitris Kutsumbas | 299.592                | 5,30%                  | 15 / 300 | =   | Oposició |
| 2023 (I)  | Dimitris Kutsumbas | 426.741                | 7,23%                  | 26 / 300 | 11  | Oposició |
| 2023 (II) | Dimitris Kutsumbas | 400.452                | 7,69%                  | 20 / 300 | 6   | Oposició |

### Parlament Europeu
| Any  | Líder                | Vots    | %     | Escons | +/- | Grup    |
| ---- | -------------------- | ------- | ----- | ------ | --- | ------- |
| 1981 | Charilaos Florakis   | 729.052 | 12,8% | 3 / 24 | Nou | COM     |
| 1984 | Charilaos Florakis   | 693.304 | 11,6% | 3 / 24 | =   | COM     |
| 1989 | Charilaos Florakis   | 936.175 | 14,3% | 4 / 24 | 1   | EUL     |
| 1994 | Aleka Papariga       | 410.741 | 6,3%  | 2 / 25 | 2   | GUE-NGL |
| 1999 | Aleka Papariga       | 457.365 | 6,85% | 3 / 25 | 1   | GUE-NGL |
| 2004 | Aleka Papariga       | 580.396 | 9,48% | 3 / 24 | =   | GUE-NGL |
| 2009 | Aleka Papariga       | 428.283 | 8,35% | 2 / 22 | 1   | GUE-NGL |
| 2014 | Dimitris Koutsoumpas | 347.487 | 6,09% | 2 / 21 | =   | NI      |
| 2019 | Dimitris Koutsoumpas | 302.673 | 5,35% | 2 / 21 | =   | NI      |
| 2024 | Dimitris Koutsoumpas | 367,796 | 9.25  | 2 / 21 | =   | NI      |

### Referèndums
| Any  | Qüestió                                     | Posició   | Vots      | %          | Resultat |
| ---- | ------------------------------------------- | --------- | --------- | ---------- | -------- |
| 2015 | Acceptació de l'acord econòmic de la Troika | Abstenció | 3.697.368 | 37,5 / 100 | Derrota  |

## Secretaris generals
| Període           | Secretari general | Secretari general        |
| ----------------- | ----------------- | ------------------------ |
| 1918 - 1922       |                   | Nikolaos Dimitratos      |
| 1922              |                   | Ianis Kordatos           |
| 1922 - 1923       |                   | Nikolaos Sargologos      |
| 1923 - 1924       |                   | Thomas Apostolidis       |
| 1924 - 1925       |                   | Pandelis Pouliopoulos    |
| 1925 - 1926       |                   | Eleftherios Stavridis    |
| 1926 - 1927       |                   | Pastias Giatsopoulos     |
| 1927 - 1931       |                   | Andronikos Chaitas       |
| 1931 - 1936       |                   | Nikos Zachariadis        |
| 1941 (Jul-Sept)   |                   | Andreas Tsipas           |
| 1942 - 1945       |                   | Georgios Siantos         |
| 1945 - 1956       |                   | Nikos Zachariadis        |
| 1956 (Març-Juny)  |                   | Apostolos Grozos         |
| 1956 - 1972       |                   | Konstantinos Koligiannis |
| 1972-1989         |                   | Charilaos Florakis       |
| 1989 - 1991       |                   | Grigoris Farakos         |
| 1991 - 2013       |                   | Aleka Papariga           |
| 2013 - Actualitat |                   | Dimitris Koutsoumpas     |